# ロイ・ラナ
ロイ・ラナ（Roy Rana, 1968年12月8日 - ）は、カナダのバスケットボール指導者。イングランドのウェスト・ミッドランズ州ウルヴァーハンプトン出身。

## 経歴

### 生い立ち
イングランドのウルヴァートンにて、インド人の両親の間に生まれる。1歳でカナダへ移住した 。

### コーチ時代
2009年にライアソン大学のヘッドコーチに就任した。
2011年からはナイキ・フープサミットで世界選抜のヘッドコーチを務め、ニコラ・ヨキッチ、ジョエル・エンビード、シェイ・ギルジャス＝アレクサンダー、RJ・バレットらを指導した。
2019年にNBAのサクラメント・キングスのアシスタントコーチに就任した。
2022年5月19日にB.LEAGUEの京都ハンナリーズのヘッドコーチに就任した。2022-23シーズン終了後、京都と再契約した。

## 代表歴
カナダ代表のユースチームで長年ヘッドコーチを務めたほか、2021年にはドイツ代表のアシスタントコーチを務め、東京オリンピックに出場した。
2022年からエジプト代表のヘッドコーチに就任し、2023年のFIBAバスケットボール・ワールドカップに出場した。エジプト代表で指導したパトリック・ガードナーは、2025年夏に福島ファイヤーボンズに加入している。
2025年6月、ヨルダン代表のヘッドコーチおよびバスケットボール運営ディレクターに就任すると発表された。2025年FIBAアジアカップでは、チャイニーズタイペイ相手に敗れベスト8進出を逃した。